# Гаде, Петер
Петер Кри́стенсен Гаде (дат. Peter Christensen Gade; род. 14 декабря 1976 года) — датский бадминтонист, выступает в одиночной категории. В данный момент[какой?] проживает в Копенгагене со своей женой Камилой Хоай, бывшей гандболисткой. У них есть дочь Нана, родившаяся в 2004 году.
Петер Гаде стал известным в мире бадминтона после победы на All England 1999 года и завоевания 4 медалей на чемпионате Европы. С 1998 по 2001 был лучшим среди датчан в рейтинге Всемирной федерации бадминтона. Завоевал 16 титулов на турнирах Гран-При. 11 июня 2006 года выиграл Открытый чемпионат Сингапура, после чего 22 июня 2006 года вернул себе 1 строчку рейтинга Всемирной федерации бадминтона, но ненадолго: в следующем рейтинге за 29 июня 2006 года он уже занимал 3-е место.
Стиль игры Петера Гаде известен как быстроатакующий, с постоянным давлением и использованием обманных ударов.

## Карьера

### Победы в международных турнирах
- 2007 — Открытый чемпионат Малайзии
- 2006 — Чемпионат Европы, Открытый чемпионат Сингапура, Копенгаген Мастерс
- 2005 — Открытый чемпионат Кореи, Копенгаген Мастерс
- 2004 — Чемпионат Европы, Копенгаген Мастерс
- 2002 — Открытый чемпионат США, Копенгаген Мастерс
- 2000 — Открытый чемпионат Кореи, Открытый чемпионат Дании
- 1999 — All England, Открытый чемпионат Ипо, Копенгаген Мастерс, Открытый чемпионат Японии, Финал Мирового Гран-При
- 1998 — Открытый чемпионат Японии, Открытый чемпионат Швейцарии, Открытый чемпионат Дании, Открытый чемпионат Малайзии, Чемпионат Европы
- 1997 — Открытый чемпионат Германии, Открытый чемпионат Тайваня, Открытый чемпионат Гонконга
- 1995 — Открытый чемпионат Шотландии, Юношеский Европы
- 1994 — Юношеский чемпионат мира (мужские пары)

### Супер Серия
| Легенда | Легенда       |
| ------- | ------------- |
| 1       | Победитель    |
| 2       | Финалист      |
| SF      | Полуфинал     |
| QF      | Четвертьфинал |
| R2      | 2-й Раунд     |
| R1      | 1-й Раунд     |
| Q       | Квалификация  |
| DNP     | Не играл      |

#### 2007
| Игрок      | MAS | KOR | ENG | SUI | SIN | INA | CHN | JPN | DEN | FRA | CHN | HKG | Очки   |
| ---------- | --- | --- | --- | --- | --- | --- | --- | --- | --- | --- | --- | --- | ------ |
| Петер Гаде | 1   | DNP | R1  | SF  | SF  | QF  | R2  | QF  | R2  | QF  | QF  | QF  | 54,440 |

#### 2008
| Игрок      | MAS | KOR | ENG | SUI | SIN | INA | CHN | JPN | DEN | FRA | CHN | HKG | Очки   |
| ---------- | --- | --- | --- | --- | --- | --- | --- | --- | --- | --- | --- | --- | ------ |
| Петер Гаде | 1   | DNP | SF  | DNP | DNP |     |     |     |     |     |     |     | 45,240 |

### Олимпийские игры
Уступил в матче за 3-е место на Олимпиаде-2000. На Олимпийском турнире 2004 года проиграл в четвертьфинале будущему олимпийскому чемпиону Тауфику Хидаяту.
Публично заявил, что его главной целью является золотая медаль на Олимпиаде 2008 года в Пекине.

## Награды
- Игрок года по мнению IBF